# Fiziologia poeziei
Fiziologia poeziei este un volum de proză și eseistică al lui Nichita Stănescu, cuprinzând de asemenea și o selecție din poeziile sale.
Prefața volumului este semnată de Alexandru Condeescu.